# Olympische Sommerspiele 2008/Teilnehmer (Sudan)
| Gelbes Symbol für Goldmedaillen mit stilisierten Olympischen Ringen | Graues Symbol für Silbermedaillen mit stilisierten Olympischen Ringen | Braundes Symbol für Bronzemedaillen mit stilisierten Olympischen Ringen |
| ------------------------------------------------------------------- | --------------------------------------------------------------------- | ----------------------------------------------------------------------- |
| —                                                                   | 1                                                                     | —                                                                       |

Der Sudan war mit der Teilnahme an den Olympischen Sommerspielen 2008 in Peking insgesamt zum 10. Mal bei Olympischen Spielen vertreten. Die erste Teilnahme war 1960.

## Medaillengewinner

### Silber
| Name                | Sportart       | Kategorie      |
| ------------------- | -------------- | -------------- |
| Ismail Ahmed Ismail | Leichtathletik | 800-Meter-Lauf |

## Teilnehmer nach Sportarten

### Leichtathletik
| Disziplin            | Männer                                      | Frauen          |
| -------------------- | ------------------------------------------- | --------------- |
| 400 Meter Sprint     | Nagmeldin Ali Abubakr                       | Nawal El Jack   |
| 800-Meter-Lauf       | Abubaker Kaki Ismail Ahmed Ismail (Silber ) |                 |
| 1500-Meter-Lauf      | Abdalla Abdelgadir                          |                 |
| 400 Meter Hürden     |                                             | Muna Jabir Adam |
| 3000 Meter Hindernis |                                             | Durka Kalameya  |
| Dreisprung           |                                             | Yamilé Aldama   |

### Schwimmen
| Disziplin         | Männer     | Frauen |
| ----------------- | ---------- | ------ |
| 50 Meter Freistil | Ahmed Adam |        |